# Cuadrante de Gunter

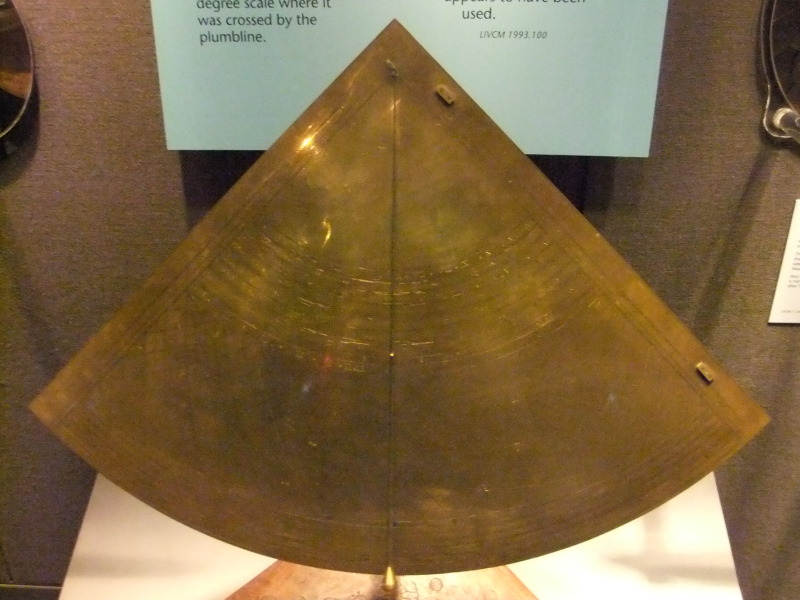
Un cuadrante de 1690 (posiblemente de Gunter).

El Cuadrante de Gunter es un cuadrante-astrolabio diseñado por Edmund Gunter a comienzos del siglo XVII. Se caracteriza por ser una proyección estereográfica de la esfera celeste en el plano del ecuador. El cuadrante se describió por primera vez en el año 1623 en una publication titulada "De Sectore et Radio". El matemático Nicolas Bion realiza igualmente descripciones de este instrumento en su The Construction and Principal Uses of Mathematical Instruments.

## Características
El matemático Edmund Gunter desarrolla este cuadrante en el año 1623 como resultado de la proyección estereográfica de las alturas y los círculos horarios sobre el plano del ecuador celeste. No todas las curvas del cuadrante de Gunter son resultado de la proyección estereográfia, las curvas de azimut solar son una proyección gnomoónica de las mismas. El instrumento se diseñaba para una latitud dada, al igual que en el caso del astrolabio planisférico. El cuadrante de Gunter era de fácil uso en un periodo en el que resultaba habitual el empleo del denominado quadrans Novus. Permite averiguar las horas temporarias (así como las equinociales), el azimut del sol, así como la altura, indica la posición de algunas estrellas notables. Suelen tener un limbo con una mira para el cálculo de alturas, al igual que cualquier cuadrante. Se incluye igualmente una escala de sombras (con sus valores de umbra recta y versa).